# Natalja Sielezniowa
Natalja Igoriewna Sielezniowa właśc. Наталья Игоревна Полинковская (ur. 19 czerwca 1945 w Moskwie) – rosyjska i radziecka aktorka filmowa. Córka Igora Polinkowskiego – znanego w Moskwie fotografika.

## Życiorys
Zadebiutowała na scenie teatralnej w wieku 6 lat, występując wraz z Teatrem Armii Radzieckiej. Stało się tak dzięki aktorowi Michaiłowi Majorowowi, który zobaczył ją na ulicy i przyprowadził na próbę spektaklu 30 srebrników, w którym grała przez trzy lata. W czasie jednego ze spektakli została zauważona przez pisarkę Agniję Barto, dzięki której zadebiutowała w 1953 roku na dużym ekranie rolą Saszeńki w filmie Mały przewodnik.
W 1966 roku ukończyła studia w Szkole Teatralnej im. Szczukina w Moskwie i rozpoczęła pracę w stołecznym Teatrze Satyry. Sukces przyniosła jej rola studentki Lidy w filmie Operacja „Y”, czyli przypadki Szurika. Jak wspominała aktorka, do udziału w przesłuchaniu namówił ją asystent reżysera. Na pierwsze spotkanie z Gajdajem przyszła prosto z plaży. Kiedy reżyser zobaczył ją w sukience zgłaszał wątpliwości, czy ma odpowiednią figurę do roli Lidy. Natalia błyskawicznie zrzuciła z siebie sukienkę i pozostała w kostiumie kąpielowym. To ostatecznie przekonało Gajdaja.
Widowni telewizyjnej znana była głównie z roli Katariny w serialu Кабачок "13 стульев". Ma na swoim koncie blisko 40 ról filmowych.
W życiu prywatnym od 1968 jest żoną aktora i reżysera Władimira Aleksiejewicza Andriejewa, ma z nim syna Jegora.

## Filmografia
- 1953: Mały przewodnik jako Saszeńka
- 1961: Alońka jako Elizawieta
- 1965: Operacja „Y”, czyli przypadki Szurika jako Lida
- 1967: Kochałem was jako nauczycielka Lidia Nikołajewna
- 1969: Tawerna "13 krzeseł" jako Katarina
- 1973: Iwan Wasiljewicz zmienia zawód jako Zina
- 1974: Swój chłop
- 1975: To niemożliwe! jako Tatiana
- 1982: Biegnijcie mężczyźni ! jako Ałła
- 1996: Impotent jako Tatiana, żona Michaiła
- 2001: Z punktu widzenia anioła jako Teresa Konstantinowna
- 2004: Złodzieje i prostytutki jako Stasowa
- 2006: Nie zostawiajcie mnie
- 2007: Nocny krzyk